# Kopotten, Västmanland
Kopotten är en sjö i Hällefors kommun i Västmanland och ingår i Göta älvs huvudavrinningsområde.